# Warrix
Warrix Sport ist ein thailändischer Sportartikelhersteller, der 2013 gegründet wurde und der Trikots, Sportbekleidung, Trainingsausrüstung usw. herstellt. Das Wort „Warrix“ ist vom Wort „Warrior“ und vom legendären Engagement der thailändischen Krieger inspiriert. Seit Januar 2017 ist Warrix der Hauptsponsor der thailändischen Fußballnationalmannschaft. Der erste offizielle Auftritt der Marke erfolgte durch die Ausrüstung der thailändischen Liga-Teams Chiangmai FC und Nakhon Ratchasima FC im Jahr 2014.

## Marken
- WARRIX

## Sponsorenaktivitäten

### Nationalmannschaften
| Land       | von – bis | Verband                           |
| ---------- | --------- | --------------------------------- |
| Thailand   | 2017–     | Football Association of Thailand  |
| Myanmar    | 2018–     | Myanmar Football Federation       |
| Indonesien | 2020      | Football Association of Indonesia |

### Vereinsmannschaften
| Mannschaft                       | Land     | von – bis                   |
| -------------------------------- | -------- | --------------------------- |
| Lao Toyota FC                    | Laos     | 2013 –                      |
| Melaka United Soccer Association | Malaysia | 2018 –                      |
| Pattaya United                   | Thailand | 2015                        |
| Suphanburi FC                    | Thailand | 2015 –                      |
| Chainat Hornbill FC              | Thailand | 2016 –                      |
| Udon Thani FC                    | Thailand | 2016 – 2017                 |
| Angthong FC                      | Thailand | 2018                        |
| Buriram United                   | Thailand | 2018 (AFC Champions League) |
| BTU S.Boonmeerit United FC       | Thailand | 2018                        |
| Kalasin FC                       | Thailand | 2018 –                      |
| Nakhon Ratchasima FC             | Thailand | 2018 –                      |
| Nongbua Pitchaya FC              | Thailand | 2018 –                      |
| PT Prachuap FC                   | Thailand | 2018 –                      |
| Simork FC                        | Thailand | 2018 –                      |
| PTT Rayong FC                    | Thailand | 2016                        |
| Sisaket FC                       | Thailand | 2015                        |
| Navy FC                          | Thailand | 2015                        |

Sukhotai FC Thailand 2025